# سلمان أبو ستة
سلمان أبو ستة (1937- ) هو باحث فلسطيني ولد بمدينة بئر السبع، ويعد من أكثر الباحثين ارتباطاً بقضايا اللاجئين الفلسطينيين وحق العودة.

## السيرة الذاتية
ولد سلمان أبو ستة في بئر السبع في فلسطين عام 1937 حصل على البكالوريوس في الهندسة المدنية من جامعة القاهرة عام 1959 وعلى الدكتوراه في الهندسة المدنية من جامعة لندن عام 1964، زميل لجمعية المهندسين الإنشائيين البريطانية وجمعية أون تاريو للمهندسين في كندا والجمعية الأميركية للمهندسين المدنيين، وعضو سابق في معهد التحكيم البريطاني واللجنة الأميركية لمواصفات منشآت الطاقة والمجلس التنفيذي للمنشآت الفضائية، ألّفَ أكثر من ثلاثين بحثا علميا وكتابا في الهندسة وحصل على أكثر من جائزة من جمعية المهندسين البريطانية، كما عمل بروفيسيراً في جامعة ويستر أون تاريو في كندا، كان عضو مستقل في المجلس الوطني الفلسطيني بين عام 1974 وحتى توقيع اتفاقية أسلو عام 1993، عضو هيئة التعاون الفلسطينية في جنيف ورئيس لجنة اللاجئين والإنروا بها، ألف أكثر من ثمانين بحثاً ومقالا وأصدر أربعة كتب عن اللاجئين بالعربية والإنجليزية وصمم ورسم خريطة تضم كل قرى ومدن فلسطين، وُزِع منها ثلاثة أربع المليون نسخة بالغتين العربية والإنجليزية 

## توثيق النكبة
أمضى أبو ستة أكثر من اربعين عاما ينقب عن أي معلومة حول فلسطين قبل قيام إسرائيل أو بعد ذلك. ولم تشمل المهمة التي أخذها على عاتقه تآريخ النكبة وتوثيق فلسطين فقط بل عمل أيضا على ضمان أن «ذكريات وهوية الوطن لن تضيع ابدا». بدأ أبو ستة بالتوثيق في جيل الثلاثين عندما عثر على مذكرات القائد التركي لمدينة بئر السبع، التي كانت تحت الحكم العثماني حينذاك، وتعود هذه الوثيقة للسنوات الأولى من القرن التاسع عشر٫
«من هنا بدا البحث ولم يتوقف ابدا من حينها»  " " ويقول أبو ستة «لقد ظللت اجمع كل واي مادة عن كل شبر من وطني»

## المؤلفات
- أطلس فلسطين 1917-1966.
- حق العودة مقدس وقانوني وممكن (2001)، المؤسسة العربية للدراسات والنشر.
- طريق العودة؛ دليل المدن والقرى المهجرة والحالية والأماكن المقدسة في فلسطين (2007)، دار مؤسسة فلسطين للثقافة.
- سجل النكبة 1948 (2000)، مركز باحث للدراسات.